# Оліферчук Юрій Леонтійович
Ю́рій Лео́нтійович Оліферчу́к (30 жовтня 1992 — 11 липня 2014) — солдат 30-ї окремої механізованої бригади Збройних сил України, учасник російсько-української війни на Сході України.

## З життєпису
Народився 1992 року в місті Рівне. Закінчив Радогощанський навчально-виховний комплекс. Пройшов строкову службу в лавах ЗСУ. Працював у Києві на будівництві. Призваний за мобілізацією 18 березня 2014-го, розвідник-снайпер, 30-та окрема механізована бригада.
11 липня 2014 року загинув у бою з терористами — о 12-й годині поблизу Олександрівська під Луганськом колона українських бійців потрапила в засідку. Терористи захопили військову техніку, Юрій особисто керував розвідувальним відділенням при її відбитті за відсутності командира. У тому ж бою загинув Валерій Іващенко.
Неодружений, вдома залишились батьки, сестра та два брати. Похований у Березовому Груді 15 липня 2014-го.

## Нагороди та вшанування
- 14 листопада 2014 року за особисту мужність і героїзм, виявлені у захисті державного суверенітету та територіальної цілісності України, вірність військовій присязі під час російсько-української війни, відзначений — нагороджений орденом «За мужність» III ступеня (посмертно)
- 30 вересня 2014 року на фасаді Радогощанського НВК встановлено меморіальну дошку Юрію Оліферчуку.